# Tabacchetti
Jan de Wespin, detto il Tabacchetti (Dinant, 1568  circa – Costigliole d'Asti, 1615 circa), è stato uno scultore e architetto fiammingo, che operò soprattutto in Piemonte nel campo dell'arte sacra.

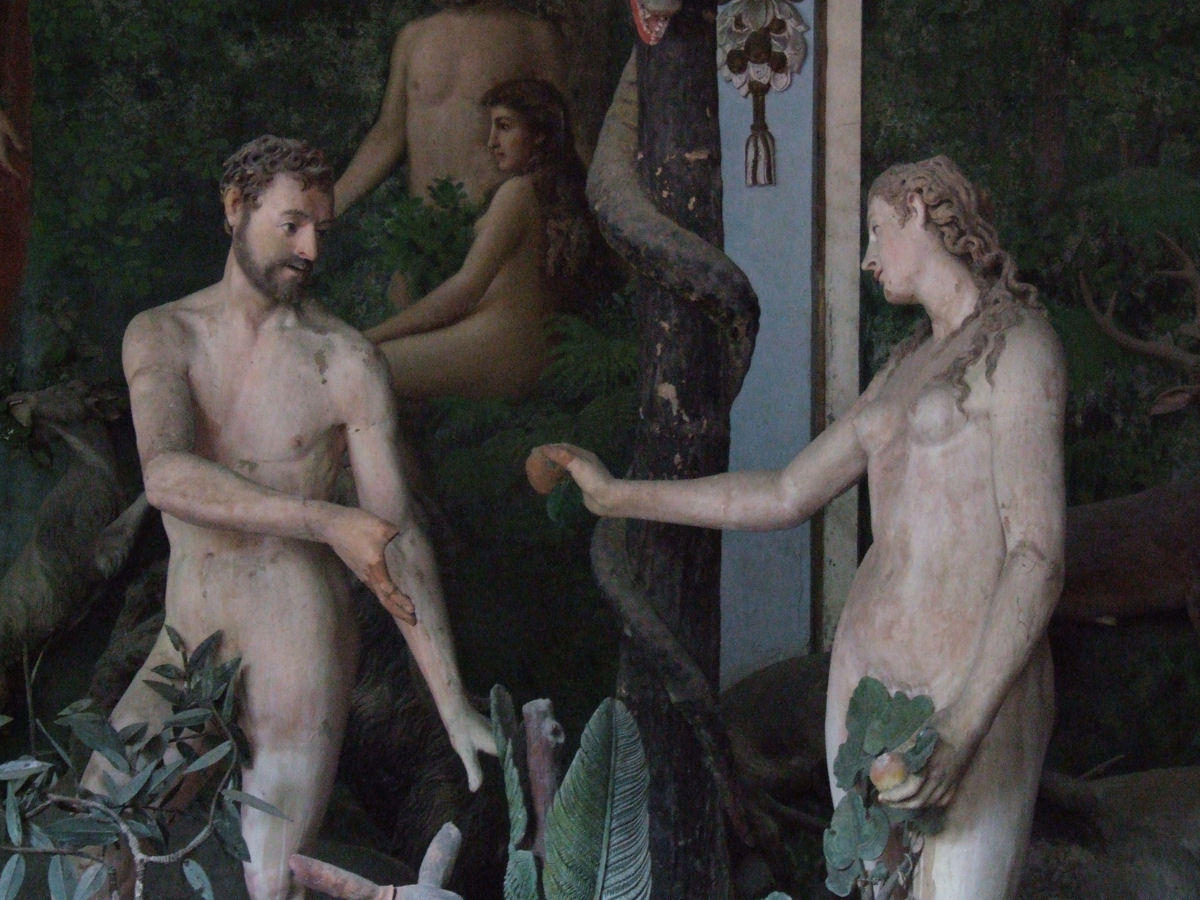
Tabacchetti, Il Peccato Originale, terracotta policroma, Sacro Monte di Varallo, cappella I (particolare)

Il soprannome sembra essere la italianizzazione di "Tabaguet", applicato alla famiglia originaria di Camasco, in Valsesia. Fu coadiuvato dal fratello Nicolas (Dinant, ca. 1577 - ?, dopo il 1616): l'appellativo i Tabacchetti si riferisce ai due fratelli.

## Vita e profilo artistico
Nato nella città fiamminga di Dinant, ben poco si sa sulla sua iniziale attività nelle Fiandre, né si hanno notizie sulle vicende che lo portarono in Piemonte, ove, assieme al fratello Nicolas, si trovò ad operare come "plasticatore" tra la fine del XVI e i primi due decenni del XVII secolo nell'ambito di quel nutrito gruppo di artisti impegnati nei cantieri dei Sacri Monti.
Lì dovette ingegnarsi a raccordare, nella produzione di statue in terracotta policroma, il suo linguaggio nordico con quello degli altri plasticatori italiani e, specialmente, con quello degli affreschi eseguiti, sulle pareti delle cappelle che accoglievano le sue statue, da esponenti di primo piano del manierismo, ricco di fermenti prebarocchi, di area piemontese - lombarda, come Guglielmo Caccia detto il Moncalvo e Pier Francesco Mazzucchelli detto il Morazzone.

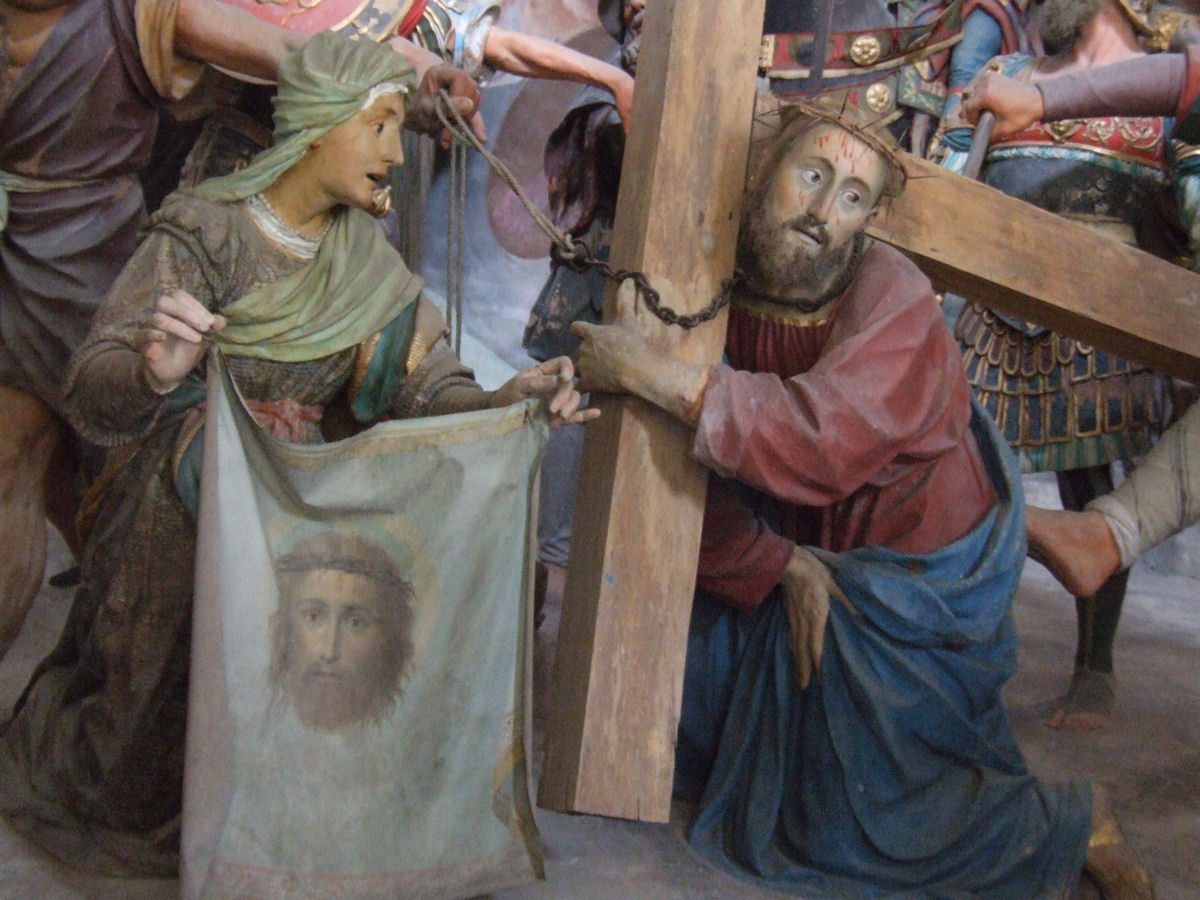
Tabacchetti, Salita al Calvario, terracotta policroma, Sacro Monte di Varallo, cappella XXXVI (particolare)

Decisivo fu il suo intervento al Sacro Monte di Crea come scultore, ma anche come progettista dell'architettura di alcune cappelle e come autore del progetto stesso del percorso devozionale. 
I deterioramenti e le ferite belliche subiti dal Monte di Crea, rendono difficili le attribuzioni ai vari artisti impegnati nella fase iniziale di edificazione. Tra gli apparati decorativi assegnati al Tabacchetti va citato in primis quello della affollatissima Cappella del Paradiso, ritenuta la sua opera di maggior impegno artistico; poi quelli della cappella del Martirio di sant'Eusebio, della Concezione di Maria, dello Sposalizio di Maria, dell'Annunciazione e delle Nozze di Cana. In quest'ultima cappella (1605), la tradizione vuole che i due commensali, che compaiono in vesti eleganti sulla destra del tavolo, siano le figure stesse dei fratelli Tabacchetti.
Prese anche parte ai lavori del Sacro Monte di Varallo. Una sua prima presenza è documentata tra il 1585 ed il 1589 nei lavori per la cappella I, Il Paradiso terrestre, (sue sono le statue di Adamo ed Eva ) e nella cappella XII, Le tentazioni di Cristo. Lo ritroviamo a Varallo negli anni tra il 1599 ed il 1602 impegnato, a fianco con Giovanni d'Enrico, nella realizzazione delle statue della Cappella XXXVI, La salita al Calvario, opere nelle quali egli mette in risalto tutte le sue doti di scultore realista. 
La critica ha alquanto ridimensionato il suo intervento a Varallo: si tenga conto che nel 1888, lo scrittore inglese Samuel Butler, appassionato studioso dei Sacri Monti, lo riteneva uno degli artefici di maggior rilievo che avessero lavorato a Varallo. Molte errate attribuzioni (compresa quelle del "vecchietto"  Archiviato il 4 marzo 2016 in Internet Archive. della Deposizione, che Butler riteneva essere "forse la più bella statua del Sacro Monte") sono state "restituite" al catalogo di Giovanni d'Enrico.
È stata anche messa fortemente in dubbio la vecchia ipotesi di un apprendistato di quest'ultimo come aiuto del Tabacchetti.
L'intervento più importante che egli eseguì a Varallo è l'allestimento scultoreo per la cappella della Salita al Calvario (1599-1600). Riconosciamo in quest'opera il verismo di maniera proprio dell'arte fiamminga, fatto di un linguaggio fluido ed attento, con un marcato gusto per i dettagli ad effetto (come l'orrendo volto del "gozzuto" che incita Gesù a rialzarsi).